# Saudemont
Saudemont là một xã ở tỉnh Pas-de-Calais, vùng Hauts-de-France, Pháp.

## Địa lý
Saudemont có vị trí 14 dặm (22,5 km) về phía đông nam Arras, tại giao lộ của các tuyến đường D39 và D13.

## Dân số
| 1962                                                         | 1968 | 1975 | 1982 | 1990 | 1999 | 2006 |
| ------------------------------------------------------------ | ---- | ---- | ---- | ---- | ---- | ---- |
| 312                                                          | 315  | 300  | 374  | 382  | 375  | 432  |
| Số liệu điều tra dân số từ năm 1962: Dân số không tính trùng |      |      |      |      |      |      |

## Địa điểm nổi bật
- Nhà thờ St.Léger, thế kỷ 12.